# مسجد ملا حسن
مسجد ملا حسن مربوط به دوره قاجار است و در خوی، خیابان انقلاب ـ داخل بافت بازار قدیمی واقع شده و این اثر در تاریخ ۲۵ اسفند ۱۳۷۵ با شمارهٔ ثبت ۱۸۴۹ به‌عنوان یکی از آثار ملی ایران به ثبت رسیده است.
مسجد ملاحسن در قرن 12 هجری توسط احمدخان دنبلی ساخته و به نام ملاحسن شیخ الاسلام شهرت یافت. 
مدارك موجود نشان مي‌دهد مسجد ملاحسن شهرستان خوي در سال 1216 هجري قمري توسط حاجي آقا حسني فرزند ملاحسن امام جمعه‌ي خوي و در زمان قاجاريه ساخته شده است. به گزارش بخش ايرانشناسي ايسنا مسجد ملاحسن در ضلع جنوبي خيابان انقلاب خوي و تقريبا رو به روي مسجد قديمي سيد‌الشهدا (ع) قرار دارد. مسجد ملاحسني قديمي‌تر از بناي مسجد سيد‌الشهدا (ع) مي‌باشد. ورودي اصلي مسجد ملاحسن بدون حياط است و با يك هشتي به تالار شبستان كه به شكل هشت ضعلي است و سه فرش‌انداز و دو رديف ستون سنگي تراش را دارد، ختم مي‌شود. در ضلع شرقي ورودي مسجد مناره آجري نسبتا عريضي قرار گرفته و بدنه‌ي آن داراي اتاق‌هاي پنجره‌دار است و ورودي ديگر مسجد در بازار قديمي شهر قرار دارد. تزيينات آجري گنبدهاي پوششي اين مسجد بسيار زيبا و متنوع است و در آجرچيني كاسه‌ي گنبد، طرح‌هايي چون اشكال لوزي، دايره و گل‌هاي هجده‌ پي به كار رفته است. همچنين هشتي ورودي نيز تاق‌نماهاي رسمي بندكشي شده و گنبد آجري دارد و مسجد تا ارتفاع حدود هشتاد سانتي‌متر با سنگ و بقيه با آجر ساخته شده و ستونها نيز سنگي است و چفت و بست آنها به خوبي انجام گرفته است. محراب مسجد، داخل طاق‌هاي آجري و گودي قرار دارد و داراي حاشيه كاشيكاري جديد است و همچنين از ديگر نكات جالب مسجد ملاحسن وجود نورگيرهايي است كه در اطراف دهانه‌ي گنبدهاي ضلع شمالي شبستان ديده مي‌شود و اطراف هر گنبد سه نورگير تعبيه شده است.